# 金奧國際
金奧國際股份有限公司，前身為「中國東方實業集團有限公司」（當時為東方娛樂）、「長和國際實業集團有限公司」和「九號運通有限公司」（港交所：9）是一家在香港交易所上市的公司。主要業務是製作及發行香港及華語電影、電視劇、地產投資、電影膠卷沖印、剪輯及字幕等後期製作。
而本股份上市首日在2001年9月12日。現任董事會主席為許偉利，行政總裁為向俊杰。

## 歷史
電影公司新藝城在八十年代末停產後，新藝城常光顧的沖印廠「東方彩色沖印」的老闆想頂讓該廠予人，創辦人黃百鳴把東方彩色沖印購入。根據黃氏本人所述，他後來成立的電影公司以此為名，即現時的名稱「東方電影」。
2020年7月13日，更名為「金奧國際股份有限公司」。

## 旗下公司
- 東方電影出品有限公司－1990年成立，電影出品及製作
- 東方電影發行有限公司－1992年成立，電影出品及發行
- 東方電影沖印（國際）有限公司－1969年成立，東方電影出品的前身。提供35mm/16mm底片沖印、字幕製作等服務，亦提供電腦剪接、光學聲軌錄音及幻燈片拍攝等服務

## 外部連線
- keyneltd.com （页面存档备份，存于）